# All-Star
Der Begriff All-Star stammt aus dem US-Sport-Bereich und bezeichnet einen Spieler, der aufgrund seiner herausragenden Leistungen in der laufenden Saison oder großer Bekanntheit, entweder durch viele Stimmen von den Fans oder von den Vereinstrainern, in einer Wahl als All-Star berufen wurde. Der Begriff fand zuerst 1894 im Baseball Verwendung.
Später wurde er auch in anderen nordamerikanischen Profi-Ligen verwendet, außer in der NFL, die ihr All-Star-Spiel Pro Bowl nennt. Das erste Baseball-All-Star-Spiel fand 1933 statt. Im Basketball fand 1951 das erste NBA All-Star-Game statt.
Heute gibt es auch außerhalb der Vereinigten Staaten in Sportwettbewerben Wahlen, bei denen Spieler diese Auszeichnung erhalten können. In Deutschland veranstalten die Handball-Bundesliga, die Basketball-Bundesliga und die Deutsche Eishockey Liga All-Star-Wahlen.
Jährlich finden die All-Star-Spiele statt, bei dem die Spieler einer Liga gegeneinander antreten, die bei den Wahlen am besten abgeschnitten haben. Die Kontrahenten spielen dann jeweils in einer von zwei Auswahlmannschaften, sogenannten All-Star-Teams, die für eine Region, Conference oder auch Division antreten. Diese beiden Mannschaften werden von Trainern unterstützt, die in der Saison ebenfalls die besten ihres Fachs waren.
Neben dem All-Star-Spiel der Liga finden noch weitere Ereignisse im Rahmenprogramm statt wie Musikveranstaltungen. Im Basketball ist dies oft ein Slam-Dunk- oder ein Drei-Punkte-Wettbewerb.